# Tatort: Der König der Gosse
Der König der Gosse ist ein Fernsehfilm aus der Krimireihe Tatort. Der vom MDR produzierte Beitrag wurde am 2. Oktober 2016 im Ersten ausgestrahlt. In dieser 995. Tatort-Folge ermitteln die Dresdner Ermittler Sieland, Gorniak und Schnabel in ihrem zweiten Fall.

## Handlung

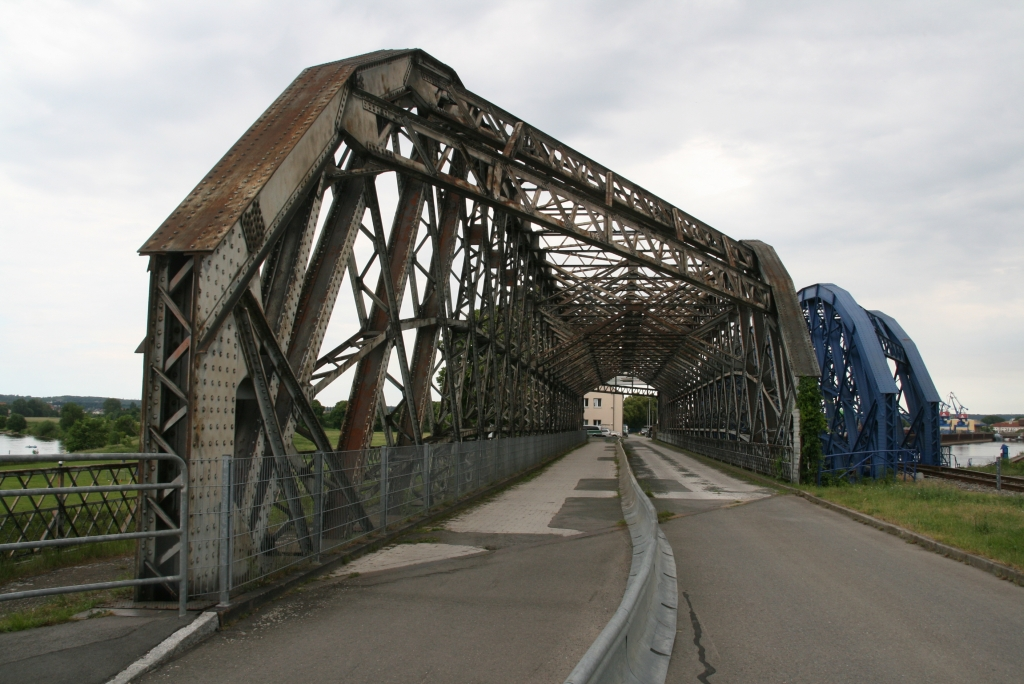
Kulisse des Mordversuchs: Dresdner Hafenbrücke

Drei Obdachlose beobachten, wie ein Mann von zwei anderen über die Brüstung einer Brücke geworfen wird. Sie scheinen den noch Lebenden gut gekannt zu haben, aber ihre uneinheitlichen Hinweise helfen dem hinzugerufenen Notarzt nicht wirklich weiter. Sie geben sich als seine „Security“ aus. Peter Schnabel unterrichtet seine beiden Kolleginnen Henni Sieland und Karin Gorniak, dass es sich beim Opfer um Hans-Martin Taubert, den Leiter des Unternehmens Berberhilfe, handelt, das Obdachlose bei der Wiedereingliederung in die Gesellschaft unterstützt. Hansi, Platte und Eumel schildern den Verlauf des Abends: Sie seien mit Taubert zum Edel-Italiener gefahren, wo sich Taubert mit einem „Schlipsträger“ traf. Sie beobachteten das Geschehen von der Theke aus und bekamen von einem Typ mit einer auffälligen Tätowierung am rechten Unterarm einen Drink spendiert. Plötzlich war dann Taubert verschwunden.
Die Kommissarinnen gehen in das italienische Restaurant. Der Wirt bestätigt, dass Taubert dort Stammgast war, aber nicht, dass er sich mit jemandem getroffen, sondern dass er sich mit den Obdachlosen gestritten hat. Schnabel sucht unterdessen Tauberts Bruder auf, den dessen "Unfall" kalt lässt.
Tauberts Mitarbeiter Nico Reimann präsentiert Droh-E-Mails, die in der letzten Zeit zugenommen haben sollen. Er charakterisiert Taubert eher als exzentrisch denn depressiv. In seinem Büro soll es Streit zwischen Taubert und seiner „Security“ wegen ihrer Mitwirkung in einem authentischen Theaterstück gegeben haben, das sein Konkurrent Schleibusch inszeniert. Dann gibt es einen Anschlag auf Taubert im Krankenhaus. Sein Bruder und Hansi beschuldigen sich gegenseitig. Wiebke Lohkamp vom Betrugsdezernat weist darauf hin, dass sich Hajo Taubert vor längerer Zeit 50.000 Euro für sein Fitnessstudio von seinem Bruder geliehen hatte, deren ausstehende Rückzahlung jedoch der Grund für immer wiederkehrende Streitigkeiten zwischen den Brüdern waren. Hans-Martin Taubert konnte durch sein Geschäftsmodell, das auf lukrativer Unterbringung Obdachloser, Alleinerziehender und Flüchtlinge basiert, locker auf den Betrag zugreifen. In Tauberts Fitnessstudio erscheint der Mann mit dem auffälligen Tattoo in einem Werbefilm: Thomas Springer. Der ist im Ensemble von Schleibuschs Theaterstück zu finden, wird aber später nicht von den dreien identifiziert. Allerdings hatte er in der Vergangenheit im Auftrag eines Inkassounternehmens Mieter bedroht. Ausgerechnet diese Firma wird von Hajo Taubert geführt. Mit dieser Information stellt Hans-Martin Taubert Schleibusch zur Rede und wirft ihm vor, die Elbsiedlung räumen zu lassen, um dort Sozialfälle einzuquartieren.
Endlich stellt sich für die Polizei heraus, dass Hansi, Platte und Eumel beim Italiener K.-o.-Tropfen von Thomas Springer ins Getränk gemischt wurden und der „Schlipsträger“ Herr Schleibusch war. Er gab dem Wirt Luigi Geld für sein Schweigen. Die drei Obdachlosen haben das längst erkannt und sind ins Theater zu Springer aufgebrochen. Im Schwitzkasten von Platte gesteht er schlussendlich die im Auftrag von Schleibusch begangene Mordtat, woraufhin Hansi ein Klappmesser zückt und damit auf Springer einsticht. Maliziös lächelnd beruft sich Schleibusch gegenüber der Polizei auf seinen Anwalt, der auch noch ein Wörtchen mitzureden habe. Während die Obdachlosen in Handfesseln in den Polizeiwagen verfrachtet gezeigt werden, wird er offenbar davonkommen.

## Hintergrund
Der Film wurde vom 19. November 2015 bis zum 18. Dezember 2015 in Dresden gedreht, die Aufnahmen entstanden unter anderem an der Hafenbrücke, am damaligen Standort der Staatsoperette Dresden im Gasthof Leuben, im fiktiven Kripo-Büro in der ehemaligen Gardinenfabrik in der Breitscheidstraße sowie der Dresdner Neustadt. Am 16. Dezember 2015 wurde im Fitnessstudio New York Fitness an der Bautzner Straße 47 gedreht. In unmittelbarer Nähe der Elbe erfolgten Aufnahmen an der Brühlschen Terrasse, wo das Denkmal von Ludwig Richter als Kulisse Verwendung fand und der Obdachlose Platte mit seiner Drehorgel den Titel Die Internationale intoniert. Weiter wurde die Station 1 des Elblandklinikums Meißen als Kulisse genutzt, wo Chefarzt Dr. Martin Wolz, Leiter der Neurologischen Klinik, als Komparse auftrat. Für die Aufnahmen wurde ein Arztzimmer zur Kulisse der Intensivstation umgestaltet.
In der Dresdner Johannstadt diente im Herbst eine leerstehende Kaufhalle an der Dürerstraße als Kantine und Maske für das Filmteam, die im Anschluss an die Dreharbeiten abgerissen wurde. Die Postproduktion erfolgte ebenfalls in Dresden.
Der Name des Unternehmens (Berberhilfe) kann als Anspielung auf das mittlerweile insolvente Social-Profit-Unternehmen Treberhilfe Berlin verstanden werden.
Bei dem aufgeführten Theaterstück handelt es sich um The Beggar’s Opera.
Die Audiodeskription zum Film wurde vom MDR selbst produziert. Sprecher ist Thomas Dehler.

## Rezeption

### Einschaltquote
Die Erstausstrahlung von Der König der Gosse am 2. Oktober 2016 wurde in Deutschland von 7,74 Millionen Zuschauern gesehen und erreichte einen Marktanteil von 23,9 % für Das Erste. In der Gruppe der 14- bis 49-jährigen Zuschauer konnten 2,20 Millionen Zuschauer und ein Marktanteil von 19,8 % erreicht werden.
In Österreich wurden 577.000 Zuschauer erreicht und damit eine durchschnittliche Reichweite von 8 % sowie ein Marktanteil von 19 % erzielt.
In der Schweiz verfolgten 375.000 Zuschauer im Alter von über drei Jahren die Erstausstrahlung der Folge und bescherten ihr dadurch einen Marktanteil von 20,3 %. In der Gruppe der 15- bis 59-jährigen Zuschauer wurden 196.000 Zuschauer gezählt sowie ein Marktanteil von 18,1 % gemessen.

### Kritiken
Florian Blaschke urteilte für die prisma, die Folge Der König der Gosse sei „ein großartig emotionaler Krimi zwischen Mord und Moral“. Es gebe „von allem zwei Versionen“ – „Aussage gegen Aussage“. „Vor allem aber lebt dieser Tatort vom Spagat zwischen Flapsigkeit und seriösem Fach“, schreibt Blaschke. „Das Drehbuch“ überlasse „den Rollen die Sympathie nicht kampflos“, denn „alle haben Schwächen und dunkle Seiten“, so dass „die Autoren ein großartiges Spiel aus Eitelkeiten, Alltagsrassismus und Gefühlen“ inszenieren ließen, was „allen voran Höfels, Hanczewski und Böwe“ betreffe. Somit „pendelt der Zuschauer 90 Minuten zwischen Faszination, Ablehnung und Rührung – und bleibt am Ende mit einer ganz eigenen Tragik allein“, resümiert Blaschke, „so, wie die Hauptfiguren auch“.
Die dpa-Korrespondentin Simona Block lobte die Folge, in der mit „Rückblenden, in denen Situationen aus verschiedenen Perspektiven mit sich widersprechendem Tenor erzählt werden“, von Regisseur Dror Zahavi „eine besondere Spannung“ geschaffen werde. Dabei bewege sich die Folge „zwischen sozialem Elend und Reichtum, Korruption und Arroganz der Macht“ und „nichts ist, wie es scheint“. Wie in der ersten Folge Auf einen Schlag des Ermittlerteams erhielten die beiden Kommissarinnen „unerwünscht weibliche Verstärkung“, diesmal durch „eine Kollegin aus dem Betrugsdezernat“, gespielt von Jule Böwe. Der „Schlagabtausch“ zwischen Alwara Höfels und Karin Hanczewski „sorgt mit für die wenigen lustigen Szenen des Dresden-‚Tatort‘, der im Gegensatz zur Premiere in einer traurigen, einsamen, dunklen Welt spielt“, wo für die Inszenierung „das Licht spärlich und die Atmosphäre kühl“ gewählt worden sei.
Iris Janda von den Westfälischen Nachrichten freute sich über eine Folge, die mit „Situationskomik“ aufzuwarten wisse, wenngleich phasenweise „das Interesse der Kommissare, den versuchten Mord aufzuklären, in den Hintergrund“ gerate. „Ganz vorn dabei in Sachen Unterhaltungswert waren zweifelsfrei die frischen Dialoge zwischen Chef Schnabel und seinen beiden ‚Kampf-Amazonen‘, die stellenweise den Sprüchen aus ‚Doctor’s Diary‘ an Schlagkraft in nichts nachstanden“, resümierte Janda.

„Das Problem des Dresdner ‚Tatort‘: Während die beiden jungen Ermittlerinnen mit heiligem Ernst in ihrer Überforderung als alleinerziehende Mutter und als liebesbedürftige Lebenspartnerin gezeigt werden, sind die Obdachlosen zur Beömmelung freigegeben. Vor dem Hintergrund der aktuellen fremdenfeindlichen Ereignisse in Bautzen und Dresden wirkt dieser sächsische Sozialklamauk besonders bräsig. Nun können die Filmemacher nichts für die Programmierung, ein Debakel ist ihr ‚Tatort‘ aber so oder so.“